# Ulmerfeld-Hausmening-Neufurth
Ulmerfeld-Hausmening-Neufurth ist ein Stadtteil von Amstetten in Niederösterreich.
Der Stadtteil umfasst laut Volkszählung 2001 insgesamt 4.246 Einwohner, wobei 840 auf Ulmerfeld, 1.812 auf Hausmening und 1.594 auf Neufurth entfallen. Durch eine rege Siedlungstätigkeit hat sich diese Zahl in den letzten Jahren weiter erhöht. Neufurth wird durch die Ybbs von Hausmening und Ulmerfeld getrennt. Der Stadtteil hat eine eigene Ortsvorstehung und besitzt dadurch ein gewisses Maß an Eigenständigkeit. 

## Geschichte
1850 entstanden die Gemeinden Ulmerfeld und Hausmening. Hausmening entwickelte sich von einer in den vorangegangenen Jahrhunderten eher landwirtschaftlich geprägten Siedlung zum Industrieort als hier um 1870 an Stelle der Haidmühle an der Ybbs die Theresienthaler Papierfabrik entstand. Die Gemeinden Ulmerfeld und Hausmening wurden nach dem Anschluss Österreichs 1938 aufgelöst. Nach dem Zweiten Weltkrieg wurden die Ortsteile Ulmerfeld und Hausmening wieder eigenständige Gemeinden. 1965 erfolgte die Gemeindezusammenlegung der Gemeinden Ulmerfeld und Hausmening. Neufurth gehörte zu diesem Zeitpunkt zur Gemeinde Mauer bei Amstetten. 1972 wurden die Gemeinden Ulmerfeld-Hausmening, Mauer und Preinsbach mit der Stadt Amstetten vereinigt.

## Wirtschaft und Infrastruktur
Die Wirtschaft wird neben zahlreichen kleineren Betrieben seit jeher von den großen Industriebetrieben bestimmt. Der Papiererzeuger Mondi (zuvor Neusiedler AG) und die Glastechnikfirma Lisec GmbH haben in Hausmening wichtige Standorte.
Der Bahnhof Ulmerfeld-Hausmening liegt an der Rudolfsbahn.

## Sport und Freizeit
Der Fußballverein ASK Hausmening wurde 1930 gegründet und zählte über viele Jahre zu den besten Vereinen des Mostviertels. Nach dem Aufstieg in die 1. Landesliga Anfang der 1990er-Jahre folgte ein steiler Abstieg bis in die letzte Klasse. 2009 schaffte der ASK Hausmening den Wiederaufstieg in die 1. Klasse West. Der Verein trägt seine Heimspiele im Peter-Lisec-Stadion aus, das in den 1970er-Jahren errichtet wurde und mit seiner langen, überdachten Tribüne Platz für etwa 2.000 Besucher bietet.
Neben dem Stadion befindet sich eine Minigolf-Anlage und ein Freibad mit 25-Meter-Becken und Sprungturm. In unmittelbarer Nähe kann auch Tennis und Squash gespielt werden. Auch eine Stocksport-Anlage findet sich im Ortskern von Hausmening.

## Persönlichkeiten
- Leopold Maderthaner (1935–2007), Politiker und Präsident der Wirtschaftskammer Österreich
- Günter Kößl (* 1950), Polizeibeamter, Politiker (ÖVP) und Abgeordneter zum Nationalrat